# Eva-Maria Holzleitner
Eva-Maria Holzleitner (ur. 5 maja 1993 w Wels) – austriacka polityczka, parlamentarzystka, wiceprzewodnicząca Socjaldemokratycznej Partii Austrii (SPÖ), od 2025 minister w rządzie federalnym.

## Życiorys
W 2011 zdała egzamin maturalny w rodzinnej miejscowości. W 2015 uzyskała licencjat z ekonomii na Uniwersytecie Johannesa Keplera w Linzu. Pracowała na tej uczelni jako asystentka studencka, a następnie jako asystentka w grupie badawczej. 
Zaangażowała się w działalność polityczną w ramach Socjaldemokratycznej Partii Austrii. Była przewodniczącą jej młodzieżówki Junge Generation w Górnej Austrii (2016–2021). W 2016 weszła w skład zarządu SPÖ w tym kraju związkowym, a w 2022 została wiceprzewodniczącą tego gremium. W 2021 powołana na przewodniczącą frakcji kobiet socjaldemokratów oraz na wiceprzewodniczącą partii na szczeblu federalnym. W 2017 objęła mandat deputowanej do Rady Narodowej. Utrzymywała go na kolejne kadencje w 2019 i 2024.
W marcu 2025 objęła urząd ministra bez teki w powołanym wówczas gabinecie Christiana Stockera. W kwietniu 2025 w wyniku zmian struktury resortów przeszła na stanowisko ministra do spraw kobiet, nauki i badań naukowych.